# HMS Queen (1839)
Pour les autres navires du même nom, voir HMS Queen.
Le HMS Queen est un navire de ligne de 110 canons (1er rang) en service dans la Royal Navy.

## Histoire
Il est commandé sous le nom de Royal Frederick le 29 octobre 1827, puis est renommé Queen en l'honneur de la reine Victoria du Royaume-Uni. À sa commande, il s'agit d'un navire de classe Caledonia mais un nouveau plan de William Symonds (en) est mis en œuvre.
Il est lancé le 15 mai 1839 à Portsmouth comme le seul de sa classe même si trois ont été initialement commandés ; le HMS Frederick William et le HMS Windsor Castle étant eux-mêmes convertis dans d'autres classes de navires.
Le Queen participe à la guerre de Crimée. La mascotte du navire est alors Timothy la Tortue.

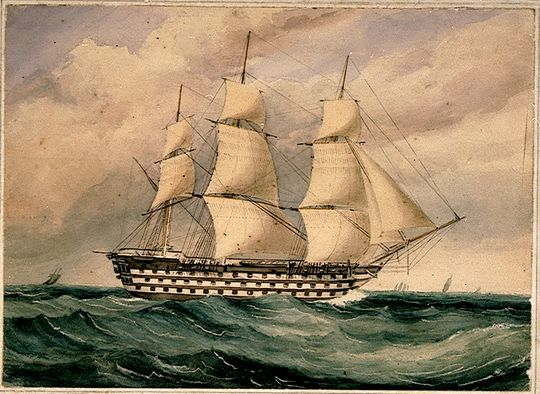
Le HMS Queen sur une peinture d'Henry John Leeke.

Le navire est converti en 1858-1859 d'un triple ponts de 110 canons à un double ponts de 86 canons. Il reçoit également un moteur et est équipé d'une propulsion à hélice.
Le Queen est démoli en 1871 à Rotherhithe.

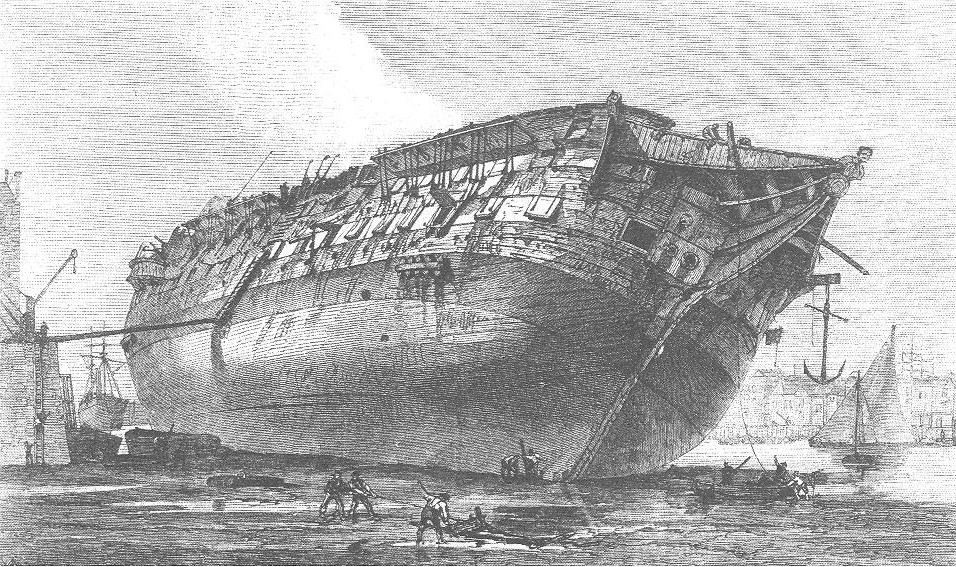
Le Queen à Rotherhithe pour sa démolition.